# Sag panir
Sag panir (hindi साग पनीर sāg panīr) er en nordindisk madret som består af panir (usaltet ferskost), spinat og andre grønne blade (som bukkehorn eller sennepsblad) i karrysauce. Saag panir kan også indeholde spinat som den eneste grønne bladtype